# Li-Fraumeni-Syndrom
Das Li-Fraumeni-Syndrom ist eine autosomal-dominant vererbbare Erkrankung, die mit multiplen Tumoren einhergeht, welche oft im frühen Lebensalter auftreten. Das Risiko einer Krebserkrankung bei LFS-Patienten liegt bei Männern über 70 % und bei Frauen über 90 %. Die Krankheit ist sehr selten, sie ist nach ihren Erstbeschreibern Frederick P. Li und Joseph F. Fraumeni benannt.

## Krankheitsentstehung
Ursache des Syndroms ist häufig eine Keimbahnmutation eines Tumorsuppressors, des für das p53-Protein codierenden TP53-Gens (Chromosom 17 Genlocus p13.1). Das Risiko im Alter von 30 Jahren an einem Krebsleiden zu erkranken, beträgt 50 % und ist somit im Vergleich zur Gesamtbevölkerung (1 %) deutlich erhöht. Als mit dem Li-Fraumeni-Syndrom vergesellschaftete Tumoren gelten Weichteilsarkome, Brustkrebs, Knochensarkome, Leukämien, Astrozytome, Plexuskarzinome und Karzinome der Nebennierenrinde. In betroffenen Familien wurde auch ein erhöhtes Auftreten von Lungenkrebs, Tumoren des Magens und Darms, Eierstockkrebs und Lymphomen beobachtet. Da bei etwa 30 % der Betroffenen keine Mutation des TP53-Gens festgestellt werden kann, werden als weitere Auslöser bisher nicht entdeckte Defekte des p53-Signaltransduktionsweges diskutiert. Erkrankungen, die mit Mutationen des CHEK2-Gens einhergehen sind als Li-Fraumeni-Syndrom 2 bezeichnet worden. Ein weiterer Lokus wurde 2005 auf Chromosom 1 identifiziert.

## Diagnose
Da nur etwa 70 % der Patienten eine feststellbare Mutation des TP53-Gens aufweisen, wird die Diagnose anhand des klinischen Erscheinungsbildes gestellt. Folgende Kriterien müssen erfüllt sein, um ein Li-Fraumeni-Syndrom zu diagnostizieren:
- Patient mit Sarkom vor dem 45. Lebensjahr plus
- mindestens ein Verwandter ersten Grades erkrankte vor dem 45. Lebensjahr an Krebs oder erkrankte im Laufe seines Lebens an einem Sarkom

Neben dem Li-Fraumeni-Syndrom im engeren Sinne ist auch ein Li-Fraumeni-ähnliches Syndrom (Li-Fraumeni-like syndrome) definiert worden, bei dem jedoch eine TP53-Mutation wesentlich seltener nachweisbar ist. Dieses wird klinisch folgendermaßen definiert:
- Patient mit kindlichem Tumor, Sarkom, Hirntumor oder Nebennierentumor vor dem 45. Lebensjahr plus
- ein Verwandter ersten oder zweiten Grades erkrankte an einem mit Li-Fraumeni-Syndrom vergesellschafteten Tumor in jedem Alter plus
- ein weiterer Verwandter ersten oder zweiten Grades erkrankte an irgendeinem Tumor vor Erreichen des 60. Lebensjahres.

Das Li-Fraumeni-Syndrom 2 wird durch folgende Kriterien diagnostiziert:
- drei unabhängige Primärtumoren bei einer Person, einer vor dem 45. Lebensjahr
- ein Tumor im Kindesalter
- ein Tumor des Li-Fraumeni-Tumorspektrums vor dem 45. Lebensjahr
- ein erst- oder zweitgradig Verwandter mit einem Tumor aus dem LF-Tumorspektrum und ein weiterer Verwandter mit einer beliebigen Tumorerkrankung vor dem 60. Lebensjahr

## Therapieansätze
Um neu entstehende Tumoren möglichst früh zu erkennen, sind engmaschige Untersuchungen erforderlich. Ein therapeutischer Ansatz könnte die Einbringung von nicht-mutierter TP53-DNA in die Tumorzellen darstellen. Dabei werden Adenoviren benutzt um das Erbmaterial in die Tumorzellen einzufügen. Nach erfolgreichen individuellen Heilversuchen stand das Medikament Advexin über eine europäische Tochter des Herstellers Introgen für Patienten mit Li-Fraumeni-Syndrom auf Compassionate-Use-Basis zur Verfügung. Der Antrag auf Zulassung wurde aber 2009 zurückgezogen.
Bei bösartigen Manifestationen wird eine routinemäßige onkologische Behandlung empfohlen. Lediglich bei Brustkrebs gibt es eine Ausnahme, da hier eher eine beidseitige Mastektomie anstelle einer Lumpektomie empfohlen wird. So kann eine Strahlentherapie vermieden und das Risiko eines zweiten Brustkrebses vermindert werden. Für Frauen mit einer pathogenen Variante von TP53 kommt eine Mastektomie auch prophylaktisch in Frage. Weitere präventive Maßnahmen sind die Vermeidung von Tabakkonsum, Sonneneinstrahlung und anderen bekannten Karzinogenen. Auch die Koloskopie kann zur Primärprävention von Darmkrebs genutzt werden.